# Giuseppe Gaudino
Giuseppe Mario Gaudino (* 1957 in Pozzuoli) ist ein italienischer Dokumentarfilmer und Bühnenbildner.

## Leben
Gaudino verließ die Accademia di Belle Arti in Neapel mit dem Abschluss als Bühnenbildner; er war auch Schüler des Centro Sperimentale di Cinematografia und des DAMS in Bologna. Er debütierte 1983 als Regisseur des mittellangen Dokumentarfilmes Antrodoco, dem einige Filme dieser Art folgten, neben Aufträgen als Bühnenbildner. 1997 drehte er als Spielfilmdebüt Giro di lune tra tera e mare, den er auch schrieb (wie alle seine Filme) und schnitt. Der mit ungewöhnlichen Mitteln und Formen (so waren Teile des Dialoges auf Ladinisch und Lateinisch) arbeitende Film über Gaudinos Heimatstadt war sperrig, aber bemerkenswert fotografiert. Mit der Regisseurskollegin Isabella Sandri arbeitete er wiederholt zusammen, so auch in der Dokumentation über palästinensische Kinder in den Lagern Sabra und Schatila, La casa dei limoni, von 1999. Seine 2002 und im Folgejahr entstandenen Dokumentarfilme O’ Ciuna und Materiali a confronto wurden in Venedig gezeigt. Auch 2010 entstand ein gemeinsames Werk mit Sandri, diesmal über den Missionar Alberto Maria De Agostini, Per questi stretti morire.

## Filmografie (Auswahl)
- 1983: Antrodoco, una storia per due battaglie
- 1997: Mondläufe zwischen Erde und Meer (Giro di lune tra terra e mare) (Spielfilm; auch Drehbuch und Schnitt)
- 2002: O' Ciuna
- 2003: Materiali a confronto
- 2010: Per questi stretti morire
- 2019: Nicht dein Mädchen (Un confine incerto) (Spielfilm; Co-Drehbuch und Produktion)